# Сельское поселение «Село Буднянский»
Се́льское поселе́ние «Село Буднянский» — муниципальное образование в Спас-Деменском районе Калужской области Российской Федерации.
Административный центр — село Буднянский.

## История
Статус и границы сельского поселения установлены Законом Калужской области от 4 октября 2004 года № 354-ОЗ «Об установлении границ муниципальных образований, расположенных на территории административно-территориальных единиц "Барятинский район", "Куйбышевский район", "Людиновский район", "Мещовский район", "Спас-Деменский район", "Ульяновский район" и наделении их статусом городского поселения, сельского поселения, муниципального района».

## Население
| 2007 | 2010 | 2012 | 2013 | 2014 | 2015 | 2016 |
| ---- | ---- | ---- | ---- | ---- | ---- | ---- |
| 337  | ↘289 | ↘279 | ↘274 | ↘267 | →267 | ↘260 |
| 2017 | 2018 | 2019 | 2020 | 2021 |      |      |
| ↘258 | ↗266 | ↘257 | ↗260 | ↘225 |      |      |

## Состав сельского поселения
| № | Населённый пункт | Тип населённого пункта       | Население |
| - | ---------------- | ---------------------------- | --------- |
| 1 | Буда Вторая      | деревня                      | ↗14       |
| 2 | Буда Первая      | деревня                      | ↗59       |
| 3 | Буднянский       | село, административный центр | ↘191      |
| 4 | Крисилино        | деревня                      | ↘4        |
| 5 | Липовка          | деревня                      | ↘0        |
| 6 | Образцовка       | деревня                      | ↘9        |
| 7 | Сутоки           | деревня                      | ↘1        |
| 8 | Тарьково         | деревня                      | ↘11       |